# Miliusa brahei
Miliusa brahei là loài thực vật có hoa thuộc họ Na. Loài này được (F. Muell.) Jessup mô tả khoa học đầu tiên năm 1986.